# FC Metallurg Lipetsk
El FC Metallurg Lipetsk (del ruso: ФК «Металлург» Липецк) es un club de fútbol ruso de la ciudad de Lípetsk, fundado en 1957. El club disputa sus partidos como local en el estadio Metallurg y juega en la Segunda División de Rusia, el tercer nivel en el sistema de ligas ruso.

## Historia
El club fue fundado en 1957 como «Trudovyye Rezervy» en Lípetsk. En 1961—1965 el club fue conocido como «Torpedo», entre 1966—1974 fue nuevamente renombrado, esta vez a «Metallurg». En 1975—1978 fue renombrado «Novolipetsk» y en 1979 volvió a su antigua denominación, «Metallurg», la cual conserva hasta el presente.
Su mejor resultado fue en 1997 cuando acabó segundo en la Primera División de Rusia.
En septiembre de 2006, el entrenador Stanislav Bernikov de la tercera división rusa contrató un escuadrón de matones después de una derrota el 25 de septiembre de 2006 para atacar a sus propios futbolistas. Tres jugadores sufrieron lesiones, incluido el capitán del club Alexei Morochko con herida de bala, y fueron enviados al hospital. Posteriormente, Bernikov fue despedido inmediatamente por la directiva del club y suspendido de por vida por la Unión de Fútbol de Rusia.
En 2008 ganaron la Segunda División de Rusia en la Zona Centro y ascendieron en 2009 a la Primera División rusa, pero descendieron de nuevo al tercer nivel después de terminar la Primera División en 19º lugar.

## Entrenadores
- Gennadi Styopushkin (2009)
- Soferbi Yeshugov (2007–2008)
- Aleksei Petrushin (2007)
- Stanislav Bernikov (2006)
- Anatoli Davydov (2002–2005)
- Vladimir Yevsyukov (2001)
- Vladimir Dergach (2000)
- Sergei Savchenkov (1999–2000)
- Vladimir Fedotov (1998)
- Yuri Shishlov (1998)
- Vladimir Alekseyevich Mikhaylov (1987–1989)
- Nikolai Ivanovich Kiselev (1984–1985)